# Паньє (одяг)

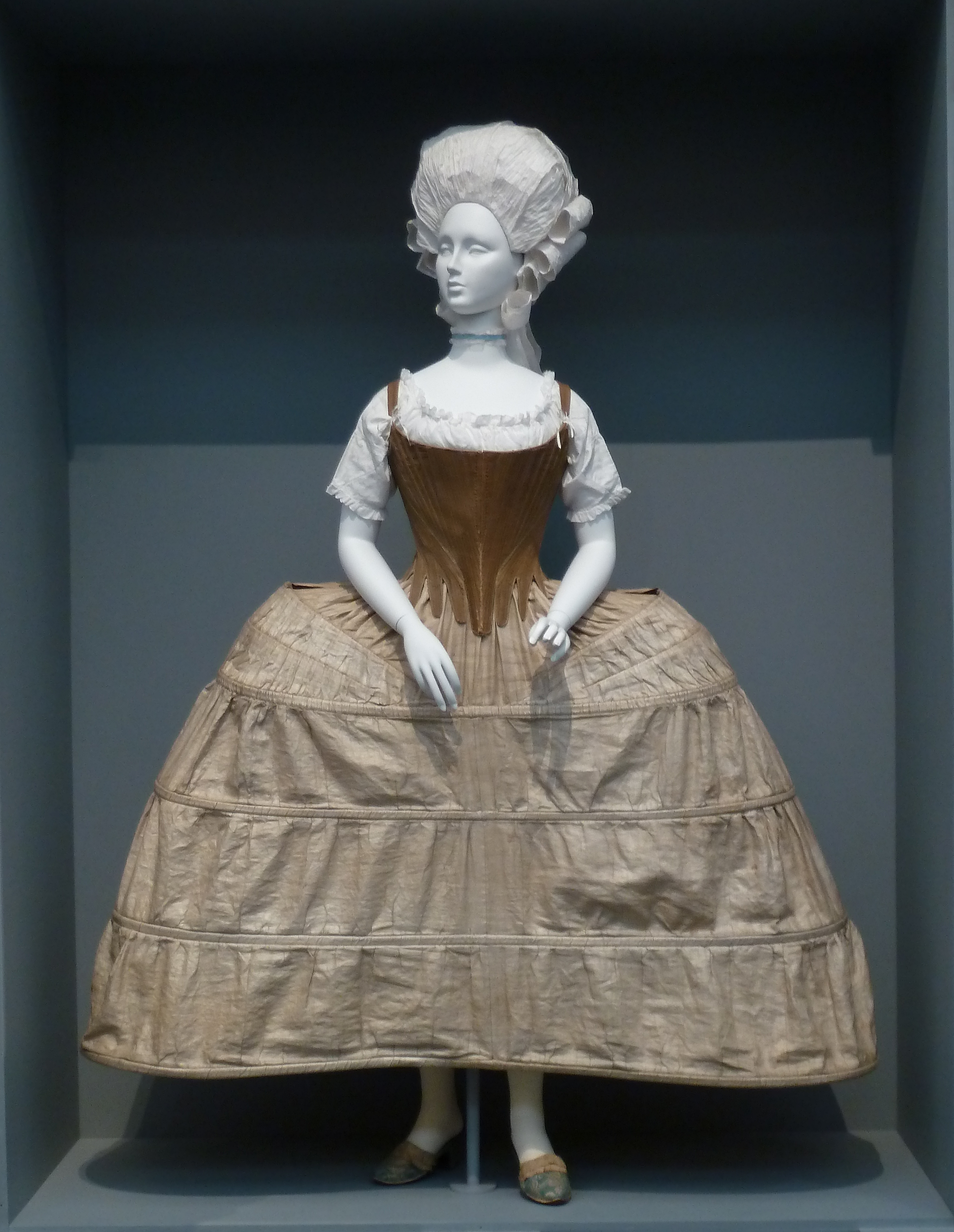
Паньє

Паньє́ (від фр. panier — «кошик») — предмет жіночої спідньої білизни, модний у 18 — на початку 19 ст. Паньє зазвичай називають каркас з китового вуса, залізних прутів чи лози у формі обруча чи кількох обручів, іноді обтягнутих тканиною, який одягали під спідницю, щоб надати пишності фігурі, а також спідницю з таким каркасом. У Російській імперії для позначення такого каркаса укорінилося слово фіжми (від нім. Fischbein — «китовий вус»), запозичене з німецької мови, оскільки перші зразки цієї конструкції прийшли туди з Німеччини і Нідерландів на початку 18 ст.
Паньє як частина жіночого костюму стали продовженням тенденцій тендітності, витонченості і легкості, які принесло мистецтво рококо. Рококо отримало найбільший розвиток у часи правління Людовика XV (1715—1774). У той же час Париж став центром формування моди на одяг. Нововведення у жіночому костюмі закріпилися у період регентства (1715—1723). Вважається, що ідея паньє походить від іспанського придворного одягу 17 ст., який можна побачити на полотнах Веласкеса. На решту Європи ця мода поширилася після того як у 1718—1719 роках у Парижі було показано кілька іспанських суконь.
Паньє досить швидко розповсюдилися і набули різних форм: круглих, овальних, прямокутних тощо. З'явилися паньє «з ліктями», розділені на дві половини, завдяки чому жінці у такій сукні було легше рухатися, вона могла припідняти паньє, щоб пройти у двері, покласти на них руки. Паньє були відносно легкими і коливалися при ходінні, приводячи у рух усю сукню.
Найбільші паньє (гранд-паньє) носили при дворі аристократки. Повсякденний жіночий костюм не мав паньє. Жінки не знатного походження також не носили їх.
Після Французької революції паньє різко виходять з моди, поступаючись простим прямим сукням. Пишні сукні повертаються у моду лише у другій половині 19 ст., але для досягнення об'єму у них використовувалися вже не паньє, а криноліни.
Сукні з паньє:

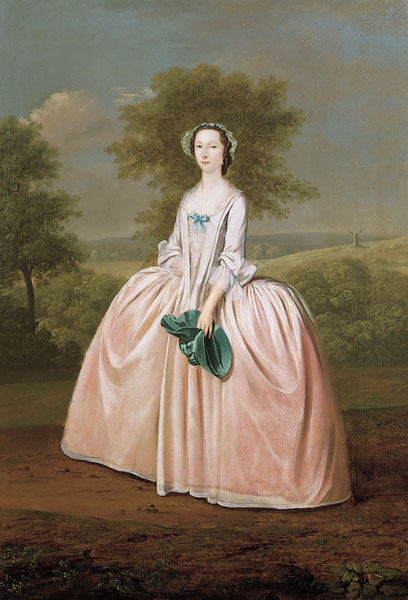
Артур Девіс. Портрет Мері Дукейн. 1747
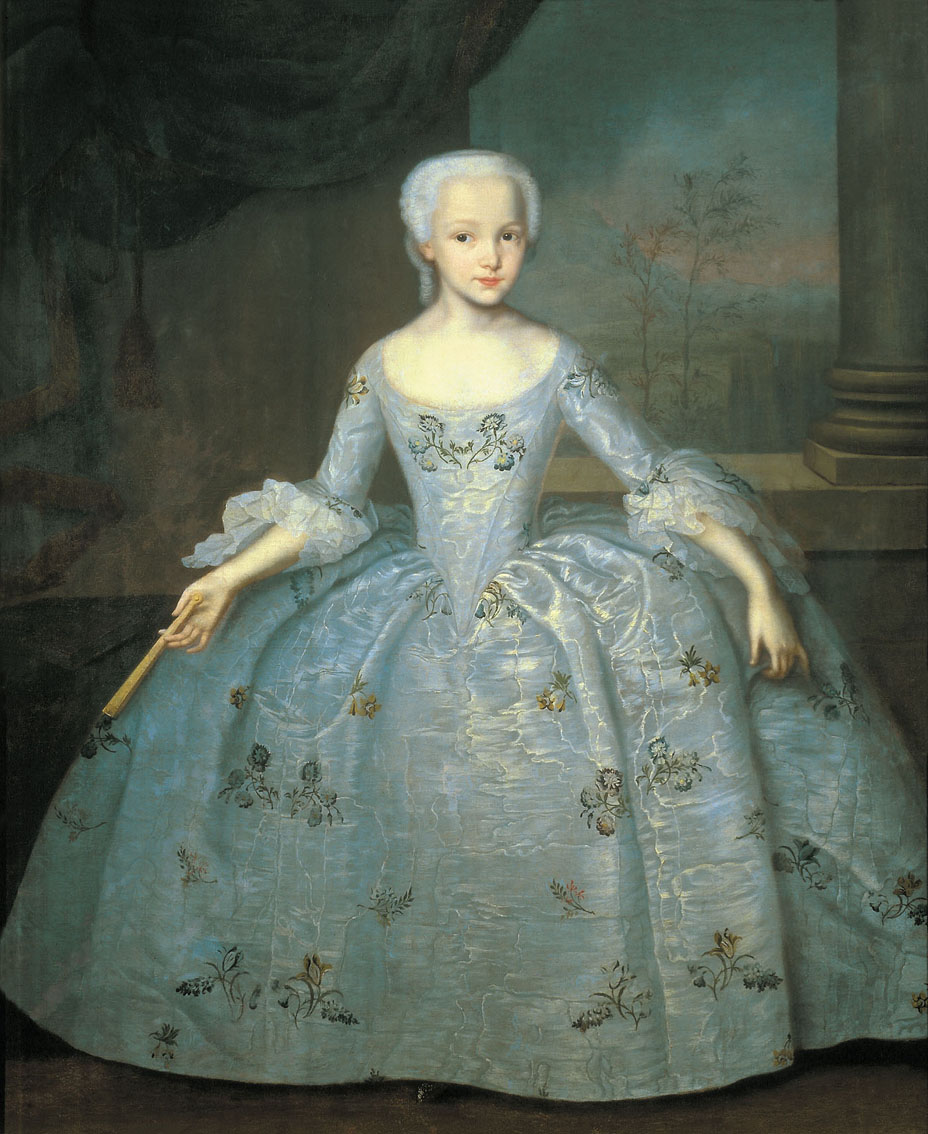
Іван Вишняков. Портрет Сари Фермор. 1750
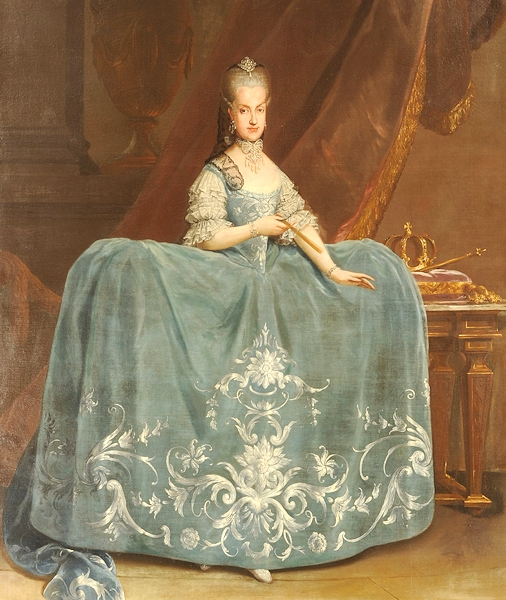
Мартін ван Майтенс. Марія Кароліна Австрійська. 1752-1770
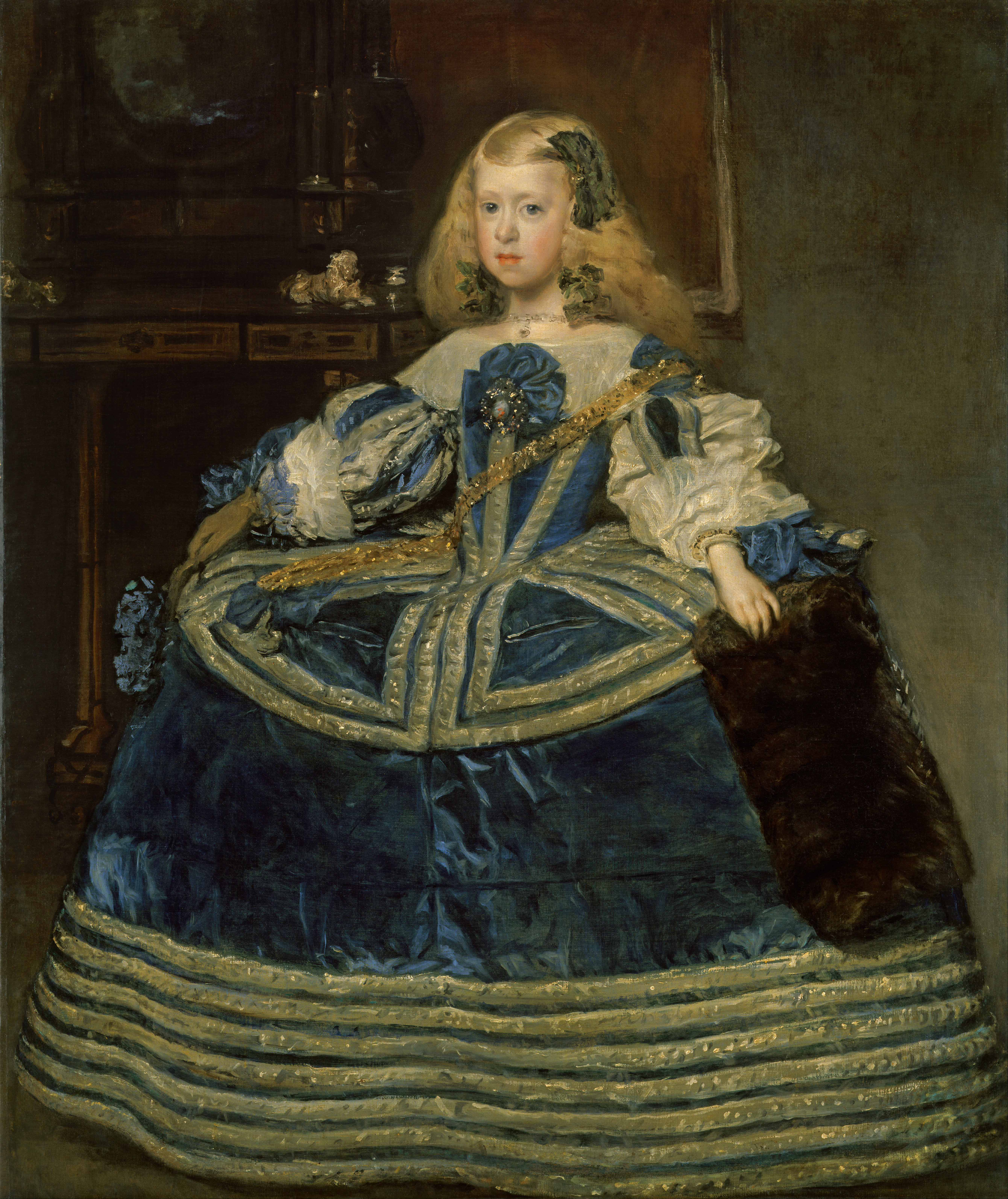
Дієго Веласкес. Інфанта Маргарита. 1659